# Haackgreerius miopus
Haackgreerius miopus là một loài thằn lằn trong họ Scincidae. Loài này được Greer & Haacke mô tả khoa học đầu tiên năm 1982.